# 埝掌镇
埝掌镇，是中华人民共和国山西省运城市夏县下辖的一个乡镇级行政单位。

## 行政区划
埝掌镇下辖以下地区：
埝掌村、常马庄村、崔家河村、东下冯村、上冯村、三坡底村、枣庙村、北坡村、探马沟村、孟家村和八峪村。